# Der Tag der Befreiung
Der Tag der Befreiung ist ein deutscher Kurzfilm von Martin Blankemeyer aus dem Jahr 2003, produziert von der Münchner Filmwerkstatt und vertrieben von der Constantin Film. Der Arbeitstitel des Films lautet D-Day, der internationale Titel Liberation Day.

## Handlung
Im Altersheim hält der ehemalige Dirigent Herr Kirchhoff verbotenerweise einen kleinen Hund. Sein Nachbar, Herr Förster, nutzt das aus und unterdrückt ihn. Niemand scheint etwas mitzubekommen – bis eines Tages Herr Bender eingreift.

## Hintergrund
Der Film ist die Abschlussarbeit des Doppeldiplomstudiums von Martin Blankemeyer an der École Supérieure d’AudioVisuel der Université de Toulouse-Le Mirail und an der Fachhochschule Wiesbaden im Studiengang Medienwirtschaft und wurde zu über 50 Festivals in 20 Länder eingeladen, unter anderem zum Festival Internacional de Cine de Donostia-San Sebastián.